# SCB Eb 2/4 (1857)
Die SCB Eb 2/4 ist eine Stütztender-Lokomotive der Bauart Engerth. Im Jahr 1857 wurden zwölf Lokomotiven an die Schweizerische Centralbahn (SCB) ausgeliefert. Diesen folgte 1861 noch eine baugleiche Lokomotive, die 1859 für die Jura industriel erbaut worden war. Im Jahr 1872 wurden noch vier Stück nachbeschafft. Insgesamt besass die SCB 17 Dampflokomotiven dieser Lokomotivbaureihe. Alle Lokomotiven wurden von der Maschinenfabrik Esslingen hergestellt.

## Geschichte
Die Lokomotive gehörte zu den drei Bauvarianten der Stütztenderlokomotiven nach dem System Engerth, die ab 1854 von den SCB beschafft und als Schnellzuglokomotive eingesetzt wurden. Die Bauvariante Ec 2/5 wurde als Personenzuglokomotive, die Bauvariante Ed 3/5 als Güterzuglokomotive eingesetzt.

## Technik
Die Lokomotiven besassen ein innenliegendes Treibwerk. Der Dampfkessel besass nur ein Dampfsammelrohr und keinen Dampfdom. Der anfänglich vorhandene konische Funkenfängerkamin wurde durch einen zylindrischen Kamin ersetzt, nachdem die Kohlefeuerung 1859 eingeführt worden war. Das Treibwerk wirkte auf die zweite Kuppelachse, die durch die aussenliegenden Kuppelstangen die erste Achse antrieb. Die leicht geneigten Kolbenstangen übertrugen die Kraft über zweischienige Kreuzköpfe auf die geschlitzte Treibstange. Auch die Steuerung der Bauart Allan lag innerhalb des Rahmens. Die erste Achse des Stütztenders lag vor der Feuerbüchse, wobei der Tender einen Teil des Kesselgewichtes mittrug, er bildete zusammen mit der Lokomotive eine betrieblich nicht trennbare Einheit. Anfänglich besassen die Lokomotiven noch nicht die heute üblichen Federpuffer und Schraubenkupplung, sondern nur Stossbalken und Kupplungsösen. Die Lokomotiven wurden zwischen 1861 und 1873 mit Federpuffer und Schraubenkupplung ausgerüstet. Auch das nach hinten offene Führerhaus wurde erst nachträglich angebaut.
Der Innenrahmen besteht aus zwei 24 Millimeter dicken und 225 Millimeter hohen Längsbarren. Diese sind durch die Zylinder, die Kesselträger mit Streben und das Kreuz, das die Kupplung zum Tender bildet, verbunden. Die Tragfedern, welche als Blattfedern ausgebildet sind, sind über den Achslagern befestigt und besitzen untereinander keine Ausgleichshebel.
Die letzten vier Lokomotiven erhielten bereits einen verbesserten Kessel, den in dieser Form bei Revisionen auch alle anderen Lokomotiven erhielten.
Auch diese Lokomotive hatte einen sehr schwachen Rahmen, was ihr den Übernamen Spinne eintrug. Auch der innenliegende Zylinderblock, hier vor allem der in sehr beengtem Raum eingebaute Schieberkasten, machte einige Probleme und neigte dazu, undicht zu sein.
Die Lokomotiven besassen ab Werk eine Spindelhandbremse, die auf die Tenderräder wirkte. Ab 1884 begann man mit dem Einbau einer zusätzlichen Zugsbremse, wobei verschiedene Systeme zur Anwendung kamen. Diese Zugbremsen wirken ebenfalls nur auf die Tenderräder der Lokomotive. Eine Druckluftbremse nach dem System Wegner wurde 1884 bei den Lokomotiven 19, 20, 22, 25, 26 und 72 eingebaut. Eine Druckluftbremse nach dem System Schleifer wurde 1884 bei den Lokomotiven 15 und 71 eingebaut. Ab 1889 begann man diese durch eine einfachwirkende Westinghousebremse zu ersetzen, wobei die Lokomotiven 17, 23, 24, 73 und 74 sie im Jahre 1889 erhielten, die Lokomotive 15 ein Jahr später. Mit der Vakuumbremse nach dem System Hardy, wurden 1891 vorübergehend die Lokomotiven 15 und 71 ausgerüstet. Das Vakuumbremssystem konnte nicht überzeugen. Deswegen waren im Jahr 1895 alle sich noch im Betrieb befindlichen Lokomotiven dieser Bauart mit einer Westinghouse-Bremse ausgerüstet. Der Luftbehälter war röhrenförmig aufgebaut und wurde, gut sichtbar, auf dem Wasserkasten montiert.

### Nummerntabelle
Nur die zuletzt gelieferten vier Lokomotiven erhielten von der SCB eine neue Nummer, da die Nummern 71–74 für Rangierlokomotiven freigemacht werden mussten. Man teilte ihnen die Nummern 18–21 schon ausrangierter Lokomotiven zu. Die beiden von den SBB übernommenen Lokomotiven erhielten auch eine neue Nummer. Bei den Namen gab es einige Änderungen, denn um 1859 wurde beschlossen, die zuerst wahllos vergebenen Namen zu ordnen. Dabei erhielten die Lokomotiven der Serie Eb 2/4 Flussnamen, während die Ec 2/5 Städtenamen, und die Ed 3/5 Bergnamen erhielten. Als Ausnahme kann die Nummer 56 bezeichnet werden, denn für diese war bei der Jura industriell der Name L'Ardennaisse vorgesehen, mit der sie zwar ausgeliefert, aber bei der Übernahme 1861 durch die SCB sogleich in Linth umbenannt wurde.
| SCB-Nummer | SBB-Nummer | Name (ab ca. 1859) | Name (vor 1859) | Fabrik Nummer | Baujahr | Hersteller | 2. Kessel | Ausrangiert | Bemerkungen                                                  |
| ---------- | ---------- | ------------------ | --------------- | ------------- | ------- | ---------- | --------- | ----------- | ------------------------------------------------------------ |
| 15         | –          | Speiser            | –               | 353           | 1857    | Esslingen  | 1880      | 1902        | Diente 1946 als Teile-Spender des Nachbau Limmat (SBB D 1/3) |
| 16         | –          | Wigger             | Olten           | 354           | 1857    | Esslingen  | 1874      | 1893        |                                                              |
| 17         | –          | Tessin             | Solothurn       | 355           | 1857    | Esslingen  | 1874      | 1896        |                                                              |
| 18         | –          | Rhein              | Bern            | 356           | 1857    | Esslingen  | 1875      | 1896        |                                                              |
| 19         | –          | Sense              | Gruetli         | 357           | 1857    | Esslingen  | 1872      | 1893        |                                                              |
| 20         | –          | Birs               | –               | 358           | 1857    | Esslingen  | 1874      | 1893        |                                                              |
| 21         | –          | Emme               | –               | 359           | 1857    | Esslingen  | 1874      | 1896        |                                                              |
| 22         | –          | Zihl               | –               | 360           | 1857    | Esslingen  | 1874      | 1888        |                                                              |
| 23         | –          | Aare               | Hauenstein      | 361           | 1857    | Esslingen  | 1874      | 1893        |                                                              |
| 24         | –          | Ergolz             | Weissenstein    | 362           | 1857    | Esslingen  | 1874      | 1896        |                                                              |
| 25         | –          | Reuss              | Chasseral       | 363           | 1857    | Esslingen  | 1880      | 1902        |                                                              |
| 26         | –          | Saane              | Oberland        | 364           | 1857    | Esslingen  | 1879      | 1902        |                                                              |
| 56         | –          | Linth              | (L'Ardennaise)  | 481           | 1859    | Esslingen  | 1874      | 1896        |                                                              |
| 71 / 18    | 5434       | Rhône              | –               | 1179          | 1872    | Esslingen  | –         | 1904        |                                                              |
| 72 / 19    | 5435       | Inn                | –               | 1180          | 1872    | Esslingen  | –         | 1903        |                                                              |
| 73 / 20    | –          | Thur               | –               | 1181          | 1872    | Esslingen  | –         | 1898        |                                                              |
| 74 / 21    | –          | Toess              | –               | 1182          | 1872    | Esslingen  | –         | 1902        |                                                              |

Es wurden alle Lokomotiven verschrottet. Lediglich die Nr. 15 Speiser wurde bis 1946 aufbewahrt und ohne Puffer auf der Schweizerischen Landesausstellung 1914 in Bern sowie auf der Schweizerischen Landesausstellung 1939 in Zürich gezeigt. Diese Lokomotive diente auch als Teilespender des Nachbaus der ersten Lokomotive der Schweiz, der Limmat (siehe SNB D 1/3).